# True color
True color er en almindeligt anvendt betegnelse for digitale billeder med en farvedybde på 16,7 mio. eller helt præcist 16.777.216 = 256 x 256 x 256 forskellige farvemuligheder for hver billedpixel. Det svarer til, at hver af de tre RGB-basisfarver rød, grøn og blå kan indgå i farvedannelsen ved additiv farveblanding med styrker fra 0 til 255, hvor 255 er det kraftigst mulige.
Bl.a. følgende filformater understøtter True color;
- BMP – formatet: filer med typebetegnelsen ".bmp".
- JPG/JPEG – formatet: filer med typebetegnelsen ".jpg" eller ".jpeg".
- PNG – formatet: filer med typebetegnelsen ".png".
- TIFF – formatet: filer med typebetegnelsen ".tiff".

JPG-formatet og PNG-formatet er de formater, der i dag bruges mest på internettet til visning af billeder i True color, idet de fleste browsere er i stand til at fortolke disse uden problemer.
Herudover findes der mange andre formater, der typisk knytter sig til bestemte billedbehandlingsprogrammer. Man kan også direkte indlejre True color billeder i tekst- og layout-dokumenter samt i præsentationer (f.eks. Powerpoint-præsentationer) og PDF-dokumenter, således at der slet ikke optræder nogen egentlige billedfiler med selvstændige typebetegnelser.